# José Martí
José Julián Martí Pérez (tiếng Tây Ban Nha: [xoˈse maɾˈti]; 28 tháng 1 năm 1853–19 tháng 5 năm 1895) là một nhà dân tộc chủ nghĩa, nhà thơ, nhà triết học, nhà tiểu luận, nhà báo, dịch giả, giáo sư và nhà xuất bản người Cuba, người được coi là anh hùng dân tộc Cuba vì vai trò của ông trong việc giải phóng đất nước mình khỏi Tây Ban Nha. Ông cũng là một nhân vật quan trọng trong văn học Mỹ Latinh. Ông rất tích cực hoạt động chính trị và được coi là một triết gia và nhà lý luận chính trị quan trọng. Thông qua các bài viết và hoạt động chính trị của mình, ông đã trở thành biểu tượng cho nỗ lực giành độc lập của Cuba khỏi Đế quốc Tây Ban Nha vào thế kỷ 19, và được gọi là "Apostle of Cuban Independence". Từ tuổi thiếu niên trở đi, ông đã cống hiến cả cuộc đời mình cho việc thúc đẩy tự do, độc lập chính trị cho Cuba và độc lập trí tuệ cho tất cả người Mỹ gốc Tây Ban Nha; cái chết của ông được cả những nhà cách mạng Cuba và những người Cuba trước đây miễn cưỡng bắt đầu một cuộc nổi dậy coi như lời kêu gọi độc lập của Cuba khỏi Tây Ban Nha.
Sinh ra ở Havana, Đế quốc Tây Ban Nha, Martí bắt đầu hoạt động chính trị từ khi còn nhỏ. Ông đã đi du lịch nhiều nơi ở Tây Ban Nha, Mỹ Latinh và Mỹ, nâng cao nhận thức và ủng hộ sự nghiệp giành độc lập của Cuba. Việc ông thống nhất cộng đồng người di cư Cuba, đặc biệt là ở Florida, là yếu tố quyết định sự thành công của Chiến tranh giành độc lập của Cuba chống lại Tây Ban Nha. Ông là nhân vật chủ chốt trong việc lập kế hoạch và thực hiện cuộc chiến này, đồng thời là người xây dựng Đảng Cách mạng Cuba và hệ tư tưởng của nó. Ông chết trong trận chiến Dos Ríos vào ngày 19 tháng 5 năm 1895. Martí được coi là một trong những trí thức Mỹ Latinh vĩ đại của thế kỷ trước. Các tác phẩm viết của ông bao gồm một loạt bài thơ, tiểu luận, thư từ, bài giảng, tiểu thuyết và tạp chí dành cho trẻ em.
Ông viết cho nhiều tờ báo Mỹ Latinh và Mỹ; ông cũng thành lập một số tờ báo. Tờ báo của ông, Patria, là một công cụ quan trọng trong chiến dịch giành độc lập cho Cuba của ông. Sau khi ông qua đời, nhiều câu thơ của ông trong cuốn sách Versos Sencillos (Những câu thơ đơn giản) đã được chuyển thể thành bài hát "Guantanamera", bài hát đã trở thành một bài hát tiêu biểu nổi bật của Cuba. Các khái niệm về tự do, giải phóng và dân chủ là chủ đề nổi bật trong tất cả các tác phẩm của ông, có ảnh hưởng đến nhà thơ Nicaragua Rubén Darío và nhà thơ Chile Gabriela Mistral. Sau Cách mạng Cuba năm 1959, hệ tư tưởng của Martí đã trở thành động lực chính trong chính trị Cuba. Ông cũng được coi là "tử sĩ" của Cuba.

## Cuộc đời

### Thời trẻ Cuba: 1853–70

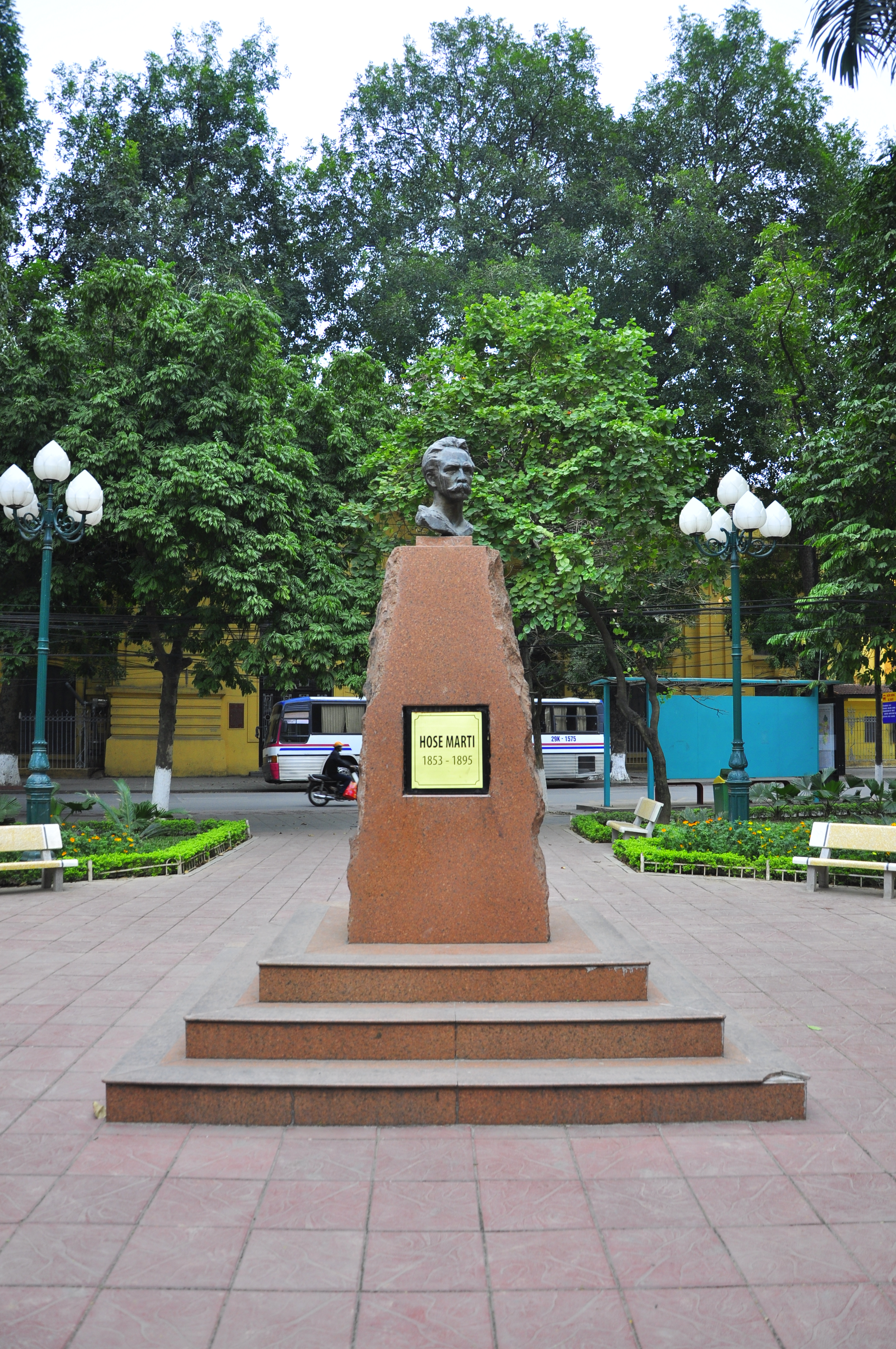
Tượng Jose Marti tại Hà Nội

José Martí sinh ngày 28 tháng 1 năm 1853 tại La Habana ở số 41 Phố Paula trong một gia đình bố là người Tây Ban Nha tên là Mariano Martí Navarro và mẹ là Leonor Pérez Cabrera, một người gốc ở quần đảo Canary. Marti là anh cả trong gia đình có 7 cô em gái: Leonor, Mariana, María del Carmen, María del Pilar, Rita Amelia, Antonia and Dolores. Ông được rửa tội vào ngày 12 tháng 2 tại nhà thờ Santo Ángel Custodio.Khi ông lên bốn tuổi, gia đình ông đã dời nhà từ Cuba đến Valencia, Tây Ban Nha, nhưng hai năm sau họ đã quay trở lại hòn đảo này, nơi họ gửi José vào một trường công, trong khu phố Santa Clara nơi cha ông làm cai ngục.

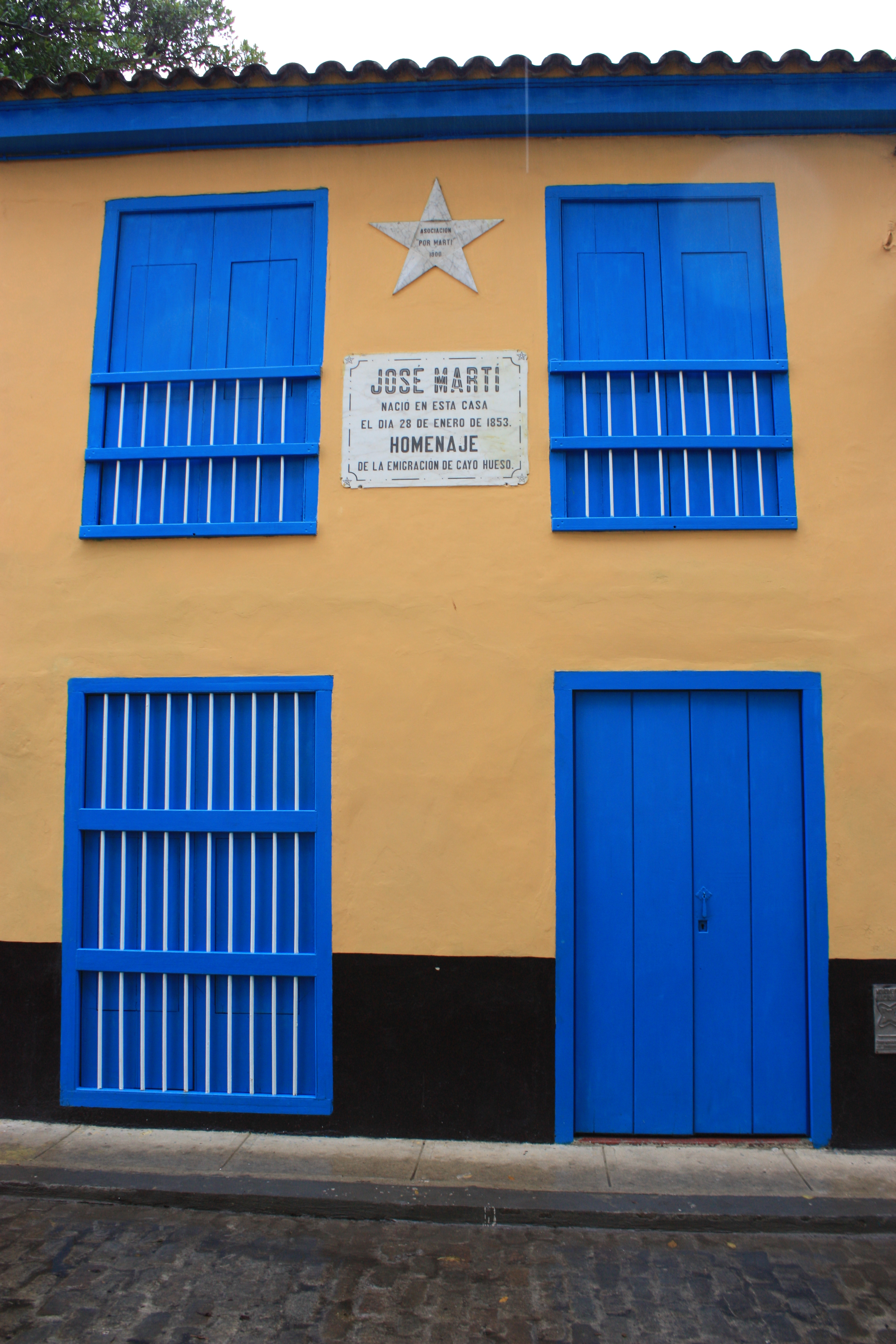
41 Phố Paula, Havana, nơi sinh của José Martí

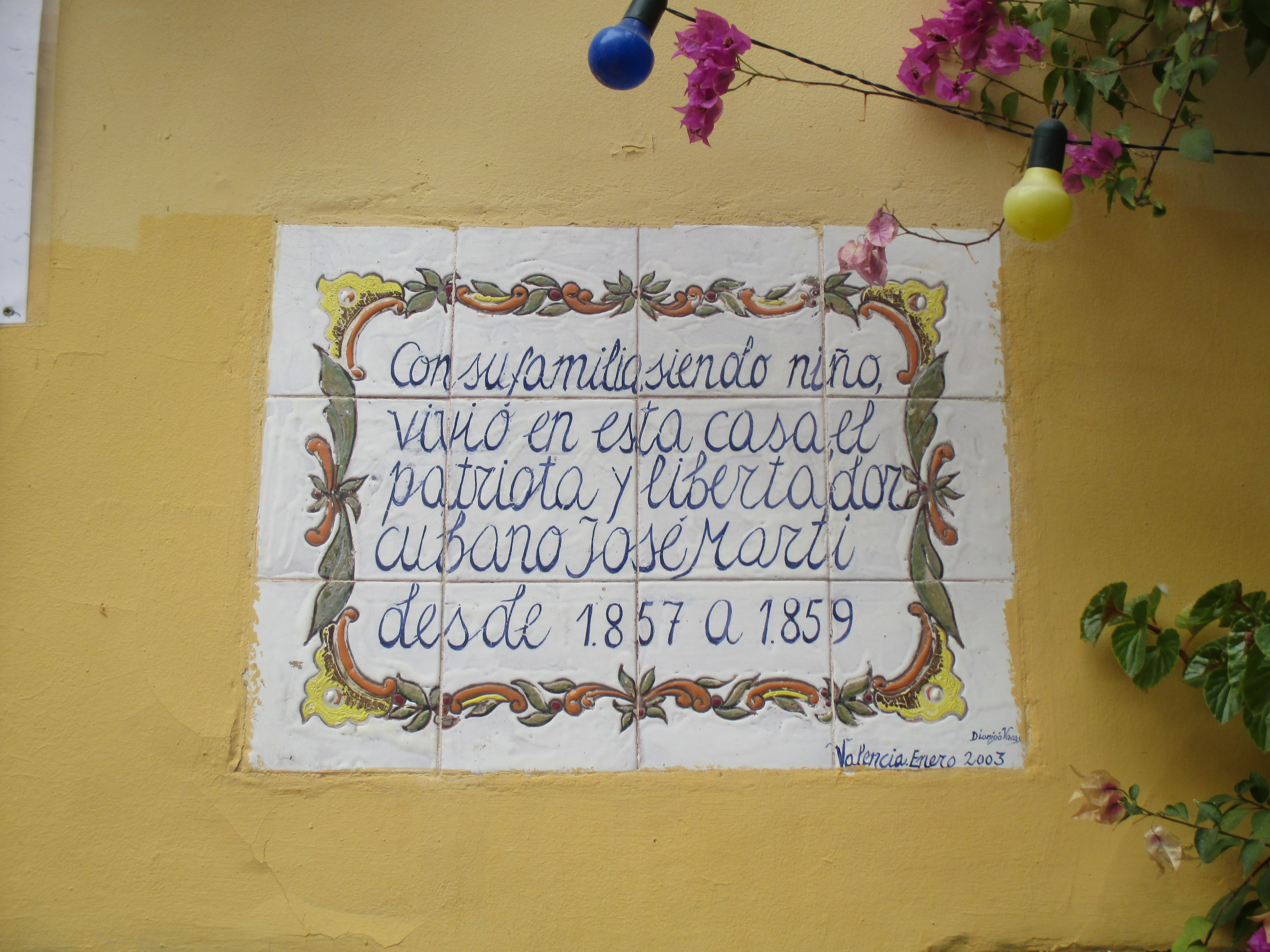
Một tấm biển ở quảng trường Miracle del Mocadoret, Valencia (Tây Ban Nha) nơi José Martí trải qua thời thơ ấu

Năm 1865, ông đăng ký vào Escuela de Instruction Primaria Superior City de Varones do Rafael María de Mendive đứng đầu. Mendive có ảnh hưởng đến sự phát triển triết lý chính trị của Martí. Người cũng góp phần giúp ông phát triển lương tâm chính trị và xã hội là người bạn thân nhất của ông Fermín Valdés Domínguez, con trai của một gia đình chủ nô giàu có. Vào tháng 4 cùng năm, sau khi nghe tin Abraham Lincoln bị ám sát, Martí và các sinh viên trẻ khác đã bày tỏ nỗi đau của họ - thông qua sự thương tiếc của cả nhóm - trước cái chết của một người đàn ông đã ra lệnh bãi bỏ chế độ nô lệ ở Năm 1866, Martí vào Instituto de Segunda Enseñanza nơi Mendive tài trợ cho việc học của ông.
Martí đã đăng ký tại Escuela Profesional de Pintura y Escultura de La Habana (Trường chuyên nghiệp về hội họa và điêu khắc của Havana), còn được gọi là Academia Nacional de Bellas Artes San Alejandro, để tham gia các lớp học vẽ. Ông hy vọng sẽ phát triển mạnh mẽ trong lĩnh vực này nhưng không đạt được thành công về mặt thương mại. Năm 1867, ông cũng vào học tại trường San Pablo do Mendive thành lập và quản lý, nơi ông đăng ký học năm thứ hai và thứ ba của chương trình cử nhân và hỗ trợ Mendive trong các công việc hành chính của trường. Vào tháng 4 năm 1868, bài thơ của ông dành tặng vợ của Mendive, A Micaela. En la Muerte de Miguel Ángel xuất hiện trên tờ báo El Álbum của Guanabacoa.
Khi Chiến tranh Mười năm nổ ra ở Cuba vào năm 1868, các câu lạc bộ ủng hộ chính nghĩa dân tộc chủ nghĩa ở Cuba đã được thành lập trên khắp Cuba, và José cùng người bạn Fermín đã tham gia cùng họ.  Martí đã sớm có mong muốn độc lập và tự do của Cuba. Ông bắt đầu làm thơ về tầm nhìn này, đồng thời cố gắng làm điều gì đó để đạt được ước mơ này. Năm 1869, ông xuất bản những bài viết chính trị đầu tiên của mình trên ấn bản duy nhất của tờ báo El Diablo Cojuelo, do Fermín Valdés Domínguez xuất bản. Cùng năm đó, ông xuất bản "Abdala", một vở kịch yêu nước dưới dạng thơ trên tờ báo La Patria Libre, một tờ báo do ông tự xuất bản. "Abdala" kể về một quốc gia hư cấu tên là Nubia đang đấu tranh giải phóng. Bài sonnet "10 de Octubre" của ông, sau này trở thành một trong những bài thơ nổi tiếng nhất của ông, cũng được viết trong năm đó và sau đó được đăng trên tờ báo của trường ông.

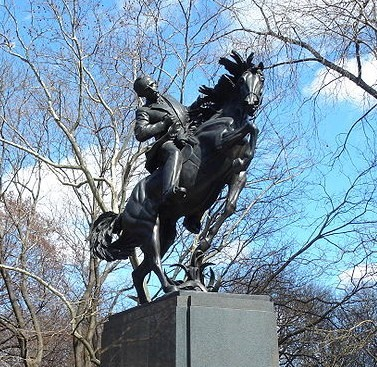
Tượng José Martí cưỡi ngựa ở Công viên Trung tâm New York – Anna Hyatt Huntington, 1959

Vào tháng 3 năm đó, chính quyền thuộc địa đóng cửa trường học, làm gián đoạn việc học của Martí. Ông đã phẫn nộ với sự cai trị của người Tây Ban Nha đối với quê hương mình ngay từ khi còn nhỏ; tương tự như vậy, ông nảy sinh lòng căm thù chế độ nô lệ, điều này vẫn còn được thực hiện ở Cuba.
Vào ngày 21 tháng 10 năm 1869, ở tuổi 16, ông bị bắt và tống giam vào nhà tù quốc gia, sau cáo buộc phản quốc và hối lộ từ chính phủ Tây Ban Nha khi phát hiện ra một lá thư "quở trách" mà Martí và Fermín đã viết cho một người bạn khi người bạn gia nhập quân đội Tây Ban Nha. Hơn 4 tháng sau, Martí thú nhận tội danh và bị kết án 6 năm tù. Mẹ ông đã cố gắng giải thoát cho con trai mình (lúc 16 tuổi vẫn còn ở tuổi vị thành niên) bằng cách viết thư cho chính phủ, và cha anh đã tìm đến một người bạn luật sư để được hỗ trợ pháp lý, nhưng những nỗ lực này đã thất bại. Cuối cùng, Martí đổ bệnh; chân của ông bị rách nặng bởi dây xích trói. Kết quả là ông bị chuyển đến một vùng khác của Cuba được gọi là Isla de Pinos thay vì bị giam thêm. Sau đó, chính quyền Tây Ban Nha quyết định đày ông sang Tây Ban Nha. Tại Tây Ban Nha, Martí, lúc đó 18 tuổi, được phép tiếp tục học với hy vọng rằng việc học ở Tây Ban Nha sẽ khơi dậy lòng trung thành của anh với Tây Ban Nha.

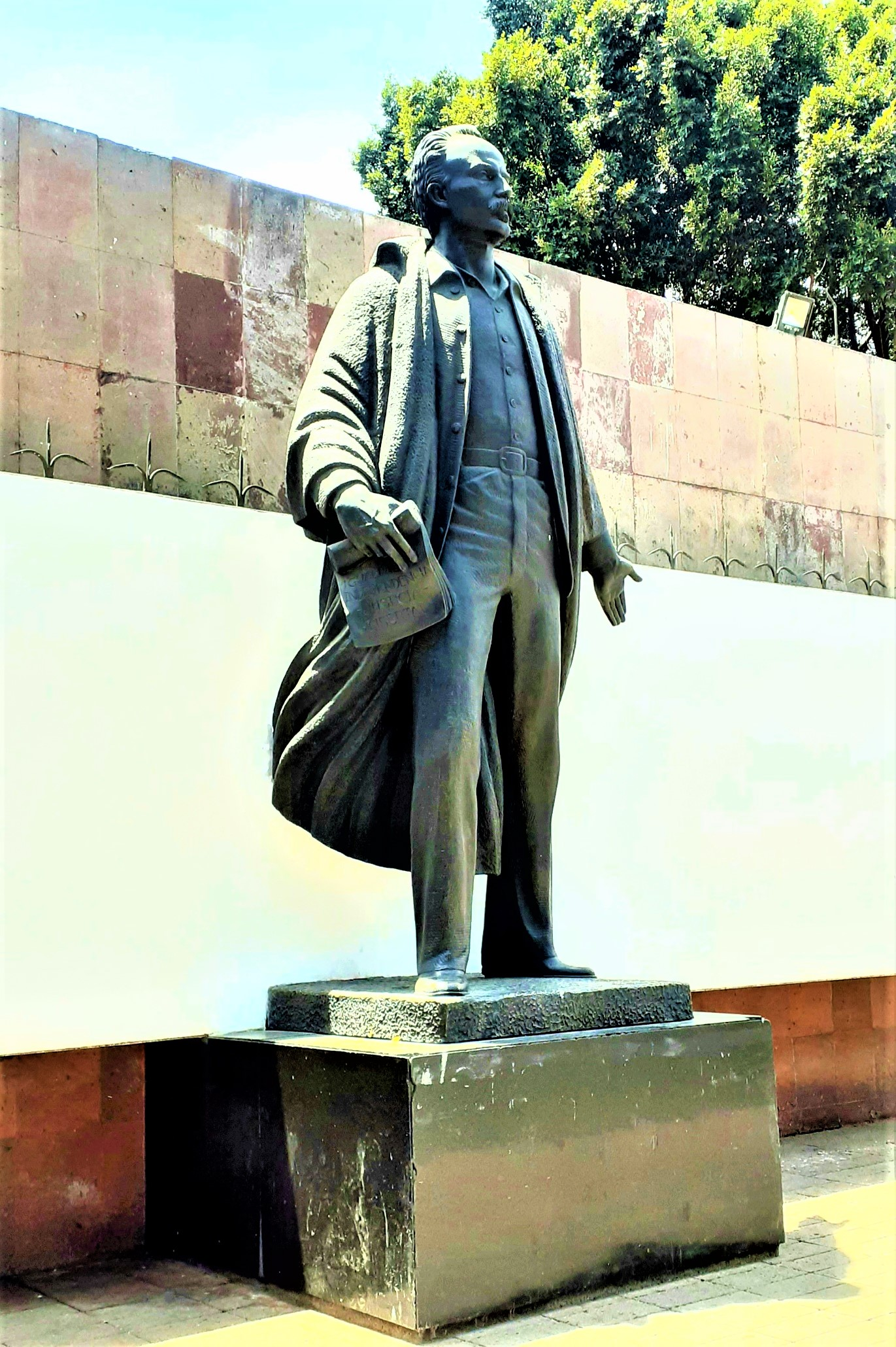
Tượng đài Jose Martí ở thành phố Mexico

### Tây Ban Nha: 1871–74

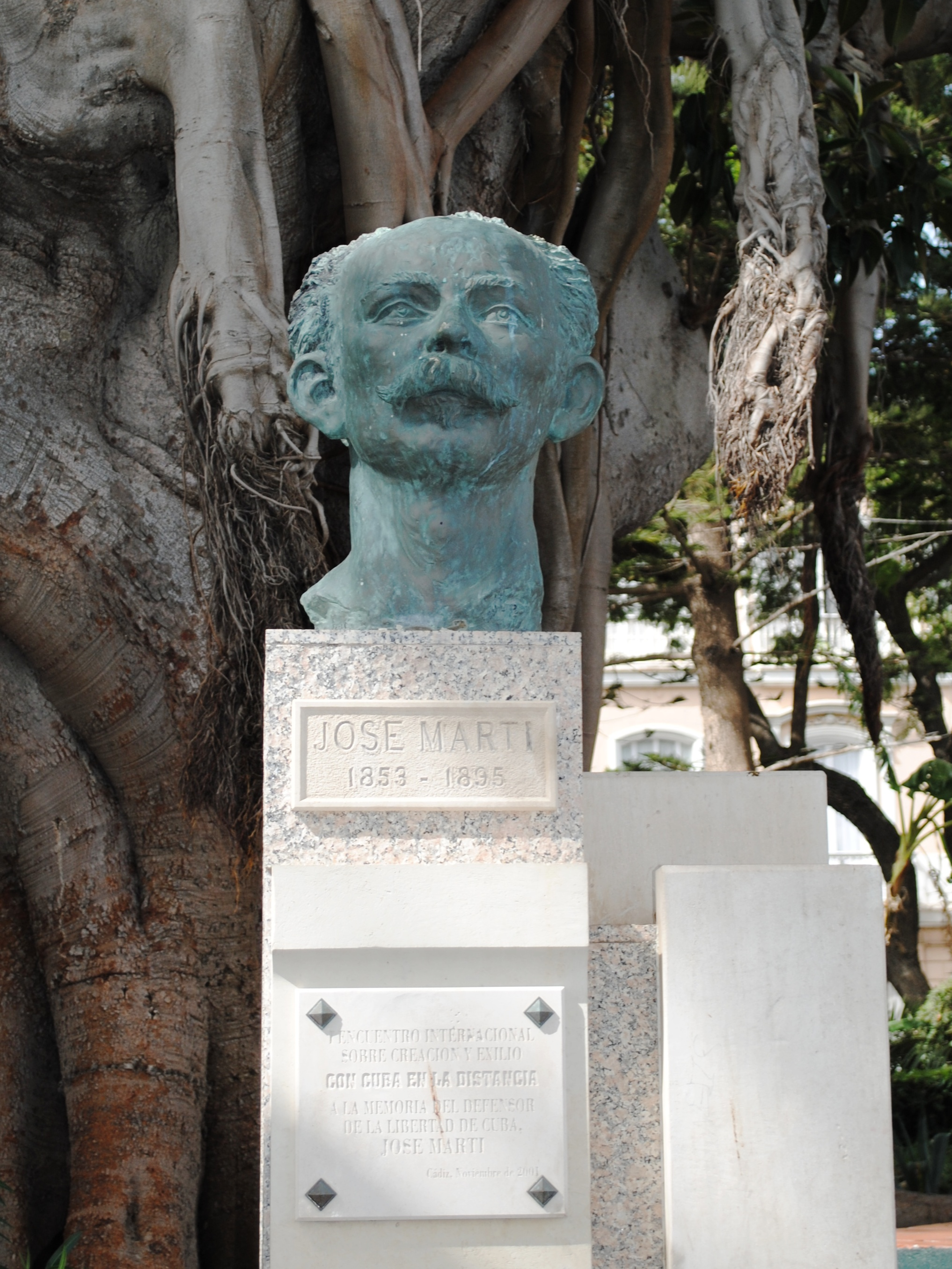
Tượng đài Martí ở Cádiz, Tây Ban Nha

Tháng 1 năm 1871, Martí lên con tàu hơi nước Guipuzcoa đưa ông từ Havana đến Cádiz. Ông định cư ở Madrid trong một nhà khách ở Desengaño St. #10. Đến thủ đô, ông liên lạc với người đồng hương Cuba Carlos Sauvalle, người đã bị trục xuất đến Tây Ban Nha một năm trước Martí và ngôi nhà của ông là trung tâm đoàn tụ cho những người Cuba lưu vong. Ngày 24 tháng 3, tờ báo La Soberania Nacional của Cádiz đã đăng bài báo "Castillo" của Martí, trong đó ông kể lại những đau khổ của một người bạn ông gặp trong tù. Bài viết này được đăng lại trên tờ La Cuestión Cubana của Sevilla và La República của New York . Vào thời điểm này, Martí đã đăng ký làm thành viên của nhóm nghiên cứu độc lập tại khoa luật của trường Central University of Madrid. Khi học ở đây, Martí đã công khai tham gia thảo luận về vấn đề Cuba, tranh luận thông qua báo chí Tây Ban Nha và lưu hành các tài liệu phản đối hoạt động của Tây Ban Nha ở Cuba.
Sự ngược đãi của Martí dưới bàn tay của người Tây Ban Nha và hậu quả là bị trục xuất về Tây Ban Nha vào năm 1871 đã truyền cảm hứng cho một bài tiểu luận, Political Imprisonment in Cuba, xuất bản vào tháng Bảy. Mục đích của tiểu luận này là nhằm thúc đẩy công chúng Tây Ban Nha làm điều gì đó về sự tàn bạo của chính phủ nước này ở Cuba và thúc đẩy vấn đề độc lập của Cuba. Vào tháng 9, từ các trang của El Jurado Federal, Martí và Sauvalle cáo buộc tờ báo La Prensa đã vu khống cư dân Cuba ở Madrid. DTrong thời gian ở Madrid, Martí thường xuyên lui tới Ateneo và Thư viện Quốc gia, Café de los Artistas, cũng như các nhà máy bia của Anh, Thụy Sĩ và Iberian. Vào tháng 11, anh ấy bị ốm và phải phẫu thuật, do Sauvalle chi trả.
Ngày 27 tháng 11 năm 1871, tám sinh viên y khoa bị buộc tội (không có bằng chứng) về việc xúc phạm một ngôi mộ của người Tây Ban Nha, đã bị hành quyết tại Havana. Tháng 6 năm 1872, Fermín Valdés bị bắt vì vụ việc ngày 27 tháng 11. Bản án sáu năm tù của ông ta được ân xá, và ông bị đày đến Tây Ban Nha, nơi ông ấy đoàn tụ với Martí. Ngày 27 tháng 11 năm 1872, ấn phẩm Dia 27 de Noviembre de 1871 (27 tháng 11 năm 1871) do Martí viết và có chữ ký của Fermín Valdés Domínguez và Pedro J. de la Torre được lưu hành ở Madrid. Một nhóm người Cuba đã tổ chức tang lễ tại nhà thờ Caballero de Gracia, nhân dịp kỷ niệm một năm vụ hành quyết các sinh viên y khoa.
Năm 1873, cuốn sách "A mis Hermanos Muertos el 27 de Noviembre" của Martí được xuất bản bởi Fermín Valdés. IVào tháng 2, lần đầu tiên, lá cờ Cuba xuất hiện ở Madrid, treo trên ban công của Martí ở Concepción Jerónima, nơi ông đã sống được vài năm. Trong cùng tháng đó, Tuyên bố về nền Đệ nhất Cộng hòa Tây Ban Nha của Cortes vào ngày 11 tháng 2 năm 1873 tái khẳng định Cuba là không thể tách rời với Tây Ban Nha, Martí đáp lại bằng một bài luận, The Spanish Republic and the Cuban Revolution, và gửi cho Thủ tướng, chỉ rõ chỉ ra rằng cơ quan đại biểu mới được bầu cử tự do này đã tuyên bố một nền cộng hòa dựa trên nền dân chủ đã là đạo đức giả khi không trao nền độc lập cho Cuba. Ông đã gửi các ví dụ về công việc của mình cho Nestor Ponce de Leon,  một thành viên của Junta Central Revolucionaria de Nueva York (Ủy ban cách mạng trung ương của New York), người mà ông sẽ bày tỏ ý muốn cộng tác trong cuộc đấu tranh giành độc lập của Cuba.
Vào tháng 5, ông chuyển đến Zaragoza, cùng với Fermín Valdés để tiếp tục học luật tại Universidad Literaria. Tờ báo La Cuestión Cubana của Sevilla đã đăng nhiều bài viết của Martí.
Vào tháng 6 năm 1874, Martí tốt nghiệp với bằng Luật Dân sự và Giáo luật. Vào tháng 8, ông đăng ký làm sinh viên bên ngoài tại Facultad de Filosofia y Letras de Zaragoza, nơi ông hoàn thành chương trình học của mình vào tháng 10. Vào tháng 11, ông trở lại Madrid và sau đó rời đến Paris.  Ở đó anh gặp Auguste Vacquerie, một nhà thơ và  Victor Hugo. Vào tháng 12 năm 1874, ông lên đường từ Le Havre đến Mexico. Bị ngăn cản trở lại Cuba, Martí thay vào đó đã đến Mexico và Guatemala. Trong những chuyến đi này, ông đã giảng dạy và viết lách, không ngừng vận động cho nền độc lập của Cuba.